# イノック・ソメ
イノック・モゲニ・ソメ（英語: Enock Mogeni Some、1997年10月30日 - ）は、ケニアの男子バレーボール選手である。

## 来歴
2018年より、母国のKenya Ports Authorityでプレー。2019年よりケニア代表に入る。
2020年、スウェーデンのSödertelge VBKに移籍し、1シーズンプレー。2021-22シーズンはエジプトのSmouha Sporting Clubでプレーした。
2022-23シーズン、V.LEAGUE DIVISION1 MEN（V1男子）に所属する大分三好ヴァイセアドラーと契約し、V1の試合に出場。

## 球歴
- ケニア代表（2019年-）

## 所属チーム
- Kenya Ports Authority（2018-2020年）
- Södertelge VBK（2020-2021年）
- Smouha Sporting Club（2021-2022年）
- 大分三好ヴァイセアドラー（2022-2023年）
- Al Ahli S.C.（2023年-）